# Ulbrich András
Ulbrich András (Budapest, 1946. május 12. – Budapest, 2010. szeptember 22.) a Magyar Rádió bemondója, televíziós bemondó és műsorvezető.

## Életpályája
Gimnáziumi éveiben diákszínjátszással foglalkozott. A Bánk bán iskolai előadásán, Huszti Péter címszereplő mellett, Simon bánt alakította. A Színművészeti Főiskolára is jelentkezett, de a harmadik rostán kiesett. Az ELTE bölcsészettudományi karán szerzett tanári diplomát.  
Rádiós pályafutásának indulásáról így nyilatkozott:

„Én a budai Rákóczi Gimnáziumban kitűnő magyartanárom, dr. Szögi Ferenc óráin szerettem meg a magyar nyelvet és irodalmat… 1965 és 1970 között jártam a bölcsészkarra, magyar-könyvtár szakra. Első éves egyetemista voltam, mikor indultam a Szép magyar kiejtési versenyen. A megtisztelő harmadik helyezést sikerült elérnem. A mai napig büszke vagyok arra, hogy olyan személyiségek ültek a zsüriben, mint Kodály Zoltán, Szathmáry István professzor úr, akit az Édes anyanyelvünkben hallhatnak a hallgatók. Akkor azt mondták, azért lettem csak bronzérmes, mert a vidéki indulók a zárt e-t sokkal jobban ejtik, és azt szerette Kodály tanár úr. Ezen a sikeren felbuzdulva jelentkeztem nyáron a Magyar Rádió válogatására, ahol kétezer jelentkező közül hármunkat választották ki. Persze nappali tagozaton folytattam az egyetemet, és felajánlották, ha van időm, hetente háromszor bejárhatok a rádióba dolgozni.”

Négy évtizeden át a Magyar Rádió bemondója volt. Emellett műsorokat vezetett, sportriporterként főleg futballmérkőzésekről tudósított, és sokáig a Sajtó SK kosárlabdacsapatának is aktív tagja volt. 1984-től 1994-ig a Magyar Televízió Híradójában olvasott fel híreket, és egy rövid ideig A Hét műsorvezetőjeként is feltűnt a képernyőn. Nyugdíjba vonulása után Rómába költözött, az év egyik felét ott töltötte, a másikat pedig Magyarországon. Az olasz fővárosból rendszeresen tudósította a Lánchíd Rádiót és a Magyar Katolikus Rádiót, többször olvasott fel a Vatikáni Rádióban is. Előadóművészként gyakran mondott verseket és prózát is.
Felesége: Vadász Ágnes, a Magyar Rádió ismert bemondója volt.

## Rádiós munkáiból
- Krónikák (reggeli; déli; esti)
- Kívánságműsor – műsorvezető
- Szemle
- Zeneszerda
- Az én könyvespolcom
- Vasárnapi újság

## Díjai, elismerései
Petőfi Sándor Sajtószabadság-díj (2001)